# Fuenllana
Fuenllana – gmina w Hiszpanii, w prowincji Ciudad Real, w Kastylii-La Mancha, o powierzchni 59,96 km². W 2011 roku gmina liczyła 279 mieszkańców.